# N (ヒョンデ)
N（ヒョンデ・エヌ、英語: Hyundai N、朝鮮語: 현대 N）は、韓国のヒョンデ自動車が展開している自動車のブランド。

## 概要
高性能車ブランドとして2012年に南陽R&Dセンター（後のグローバル開発センター）に設立された高性能車部門とドイツ・ニュルブルクリンクに設立された「ヒョンデ・モータースポーツ」（Hyundai Motorsport）が前身となる。市販車に「N」が使われたのは2016年のi30 N発売からだが、競技車両には遅くとも2014年（i20 WRC（初代））には使われていた。
名称である「N」は韓独2つの開発拠点の所在地
- 南陽郡（Namyang） - 京畿道・華城市にグローバル開発センターがある
- ニュルブルク（ニュルブルクリンク） - 開発コースと併設されたテクニカルセンターがある

を指しており、｢Born in Namyang, Honed at Nürburgring.（南陽生まれ、ニュル育ち）｣というコピーが付けられている。
ロゴの形状はニュルブルクリンクのシケインを代表としたサーキットの過酷なシケインをモチーフにしており、「Never just drive.」をスローガンに掲げている。

## 歴史

### 前史
1985年ヒョンデはブランド初の国産スポーツカーの開発を開始。
1989年の東京モーターショーで、ヒョンデは国産スポーツカープロジェクト「SLCプログラム」としてSLC第1弾のコンセプトカー「エクセルSLC」を発表。
1990年2月、ヒョンデはエクセルSLCの量産バージョンを「スクープ」として発売。スクープはパイクスピーク・インターナショナル・ヒルクライム等にも参戦し、SLCプログラムを推進するきっかけとなった。
SLC第2弾（発表時には既にSLCプログラムは名乗ってはいたが事実上消滅していた）として、1991年にHCD（ヒョンデ・カリフォルニア・デザイン）で設計された「HCD-1」を発表。
1993年には発展型の「HCD-2」を発表し、これらは1996年に「ティブロン」として発売。その後、ティブロンは2001年に2代目にモデルチェンジを行い、ニュルブルクリンク24時間レースでクラス2位になる等健闘する。

### Nブランドの創設
ティブロン以降は初の後輪駆動車であったジェネシスクーペを使いヒョンデはモータースポーツ活動を行っていたが、世界各国の現地法人が出資やモータースポーツ活動を行っていたに過ぎず、ヒョンデ自身は活動を渋っていた。
2012年に南陽R&Dセンターに高性能車両の研究開発を行う部門を立ち上げることを宣言。これが後にNブランドとなる。また、2014年にWRCへの再参戦を目標としてドイツ・ニュルブルクリンクに開発センター「ヒョンデ・モータースポーツ｣を設立する。
この高性能部門ではヴェロスターFS型をベースにMR車のコンセプトカー、RMシリーズを製作することとなる。初代RMであるRM14は2014年に釜山モーターショーでお披露目された。
以降毎年のようにRMシリーズのコンセプトカーを開発・出展しており、その間にこのRMシリーズでアルミフレームやアクティブスポイラー、電動スーパーチャージャーといったパーツの開発を行っていた。
2014年に最高責任者として元BMW Mのアルベルト・ビアマンを起用。9月15日のフランクフルトモーターショーにて正式に『N』ブランドの立ち上げを宣言した。この日より9月15日は特別な日とされ、世界中でN関連のイベントや「N Day」というショーが夏〜秋にかけて模様されている。
2024年1月12日～14日まで開催された東京オートサロン2024に初出展を果たす。
「現代自動車」として日本の自動車イベントに登場したのは12年振りで、「N」や「現代自動車」では初の東京オートサロン出展だった。

## ラインナップ

### N（ブランド）

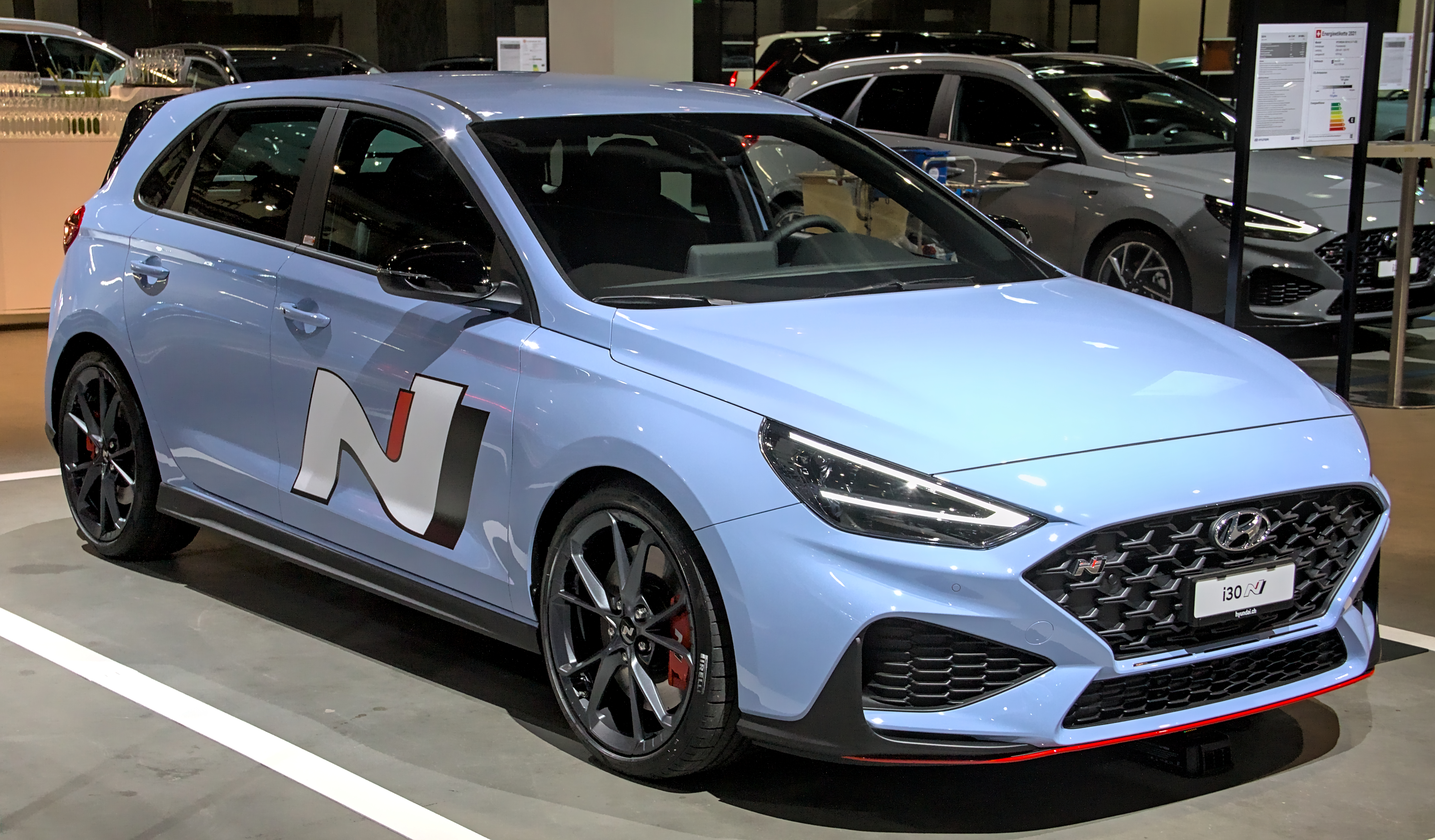
i30 N（フェイスリフトモデル）

ブランドにおける3つの条件「Corner Rascal(コーナーのワンパク小僧)」「Everyday Sports Car(日常使いできるスポーツカー)」「Race Track Capability(サーキット対応)」を達成したモデルに与えられるもので、過酷な環境で開発が進められる。
全車種が出力向上を伴うパワーアップチューニングを施されたエンジンを搭載し、サーキットスペックのサスペンションやブレーキ、エアロパーツを纏う。
一部の国や地域だけではあるが、他メーカーや他ブランドでは基本的に「想定範囲外の使用用途」としてサーキット走行を保証対象外としているが、ヒョンデはNブランドの車種は無改造に限り、サーキット走行を使用用途のひとつとしているため新車保証が受けられる。またコナNは悪路走行も保証対象内であった。

#### 現在の販売車種
- i20 N（2020年- ）- 2024年以降はオセアニア仕様のみ販売
- i30 N（2016年-） - 2024年以降はオセアニア仕様のみ販売
- エラントラN/アバンテN/i30 sedan N（2021年-）
- アイオニック5 N（2023年9月-） - Nブランド初の量産型電気自動車[1]。

#### 過去の販売車種
- ヴェロスターN（2018年-2022年）[注釈 1]
- コナN（2021年-2023年）[注釈 2]

### N-Line

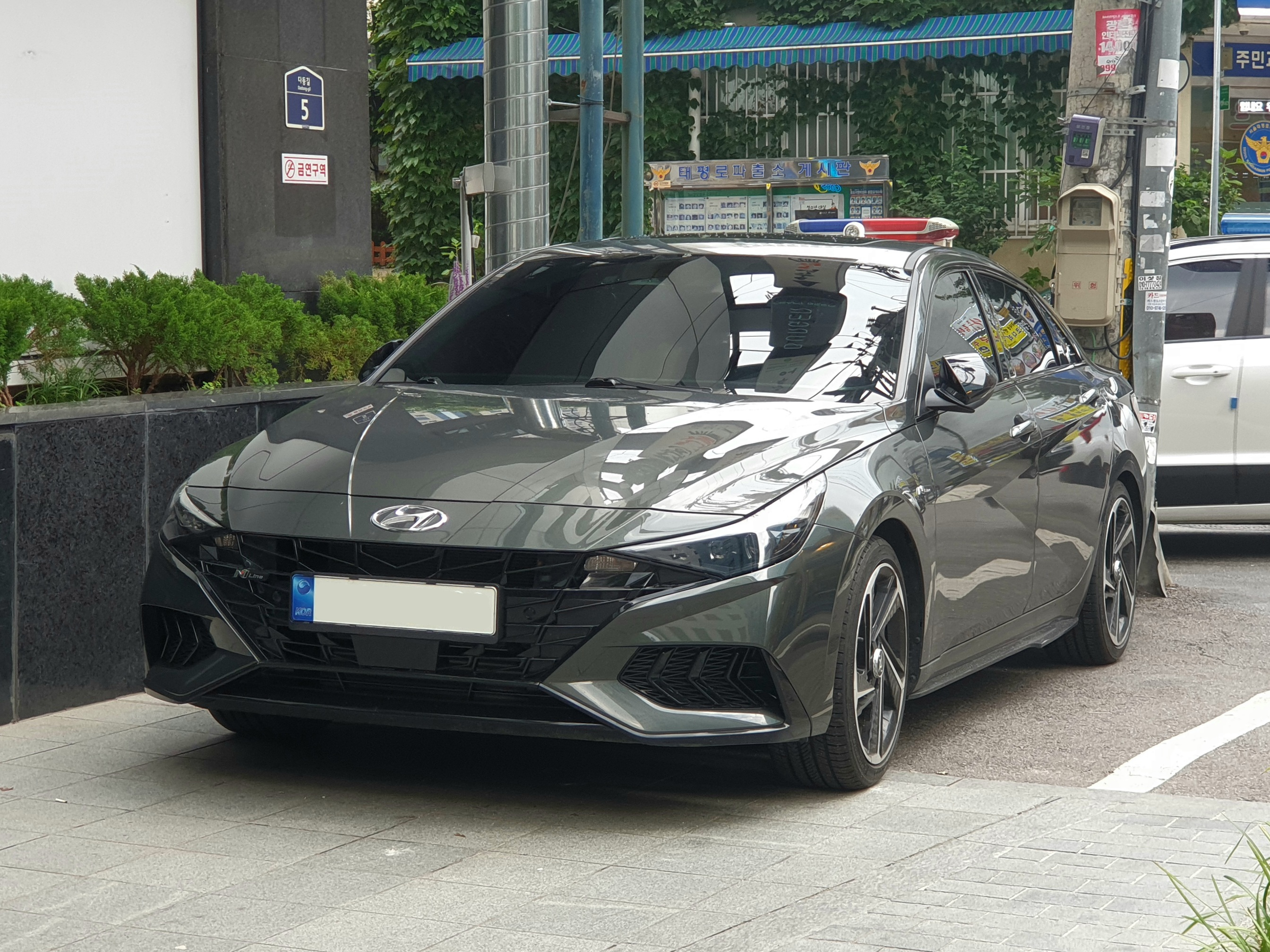
エラントラN-Line（韓国仕様 アバンテN-Line）

基本的には内外装の変更に留まり、Nと同様に純正より空力性能が向上された専用エアロパーツを纏う。一部車種は足回りの味付けやCPUによるエンジン、モーターの出力特性を向上させている。
ソナタN-Lineはベース車とは違いローンチコントロールが追加装備され、エラントラN-Lineにはオプション装備でNと同様のサスペンション・ブレーキシステムを選択可能。
- i20 N-Line
- i30 N-Line
- アイオニック5 N-Line
- エラントラN-Line/アバンテN-Line/i30 sedan N-Line
- クレタN-Line
- コナN-Line
- コナエレクトリックN-Line
- ソナタN-Line
- ツーソンN-Line
- ヴェニューN-Line
- ラフェスタN-Line

### N Performance
Nのオプションパーツを扱うブランドで、エアクリーナーやスポーツタイプのショックアブソーバー、ローダウンスプリングのパフォーマンスパーツから、エアロパーツやフロアマット等の装飾品も扱う。
フロアマット等の一部装飾品はNやN-Lineだけではなく、Nの設定がない車両向けでも設定されていることがある。
N Performanceは現在韓国内でのみ展開されており、一部はN Performanceでは無い純正オプション扱いで海外展開も行われている。将来的にはN Performanceブランドとして海外展開も行うとヒョンデは発表している。
- アイオニック5N DK Edition

## コンセプトカー

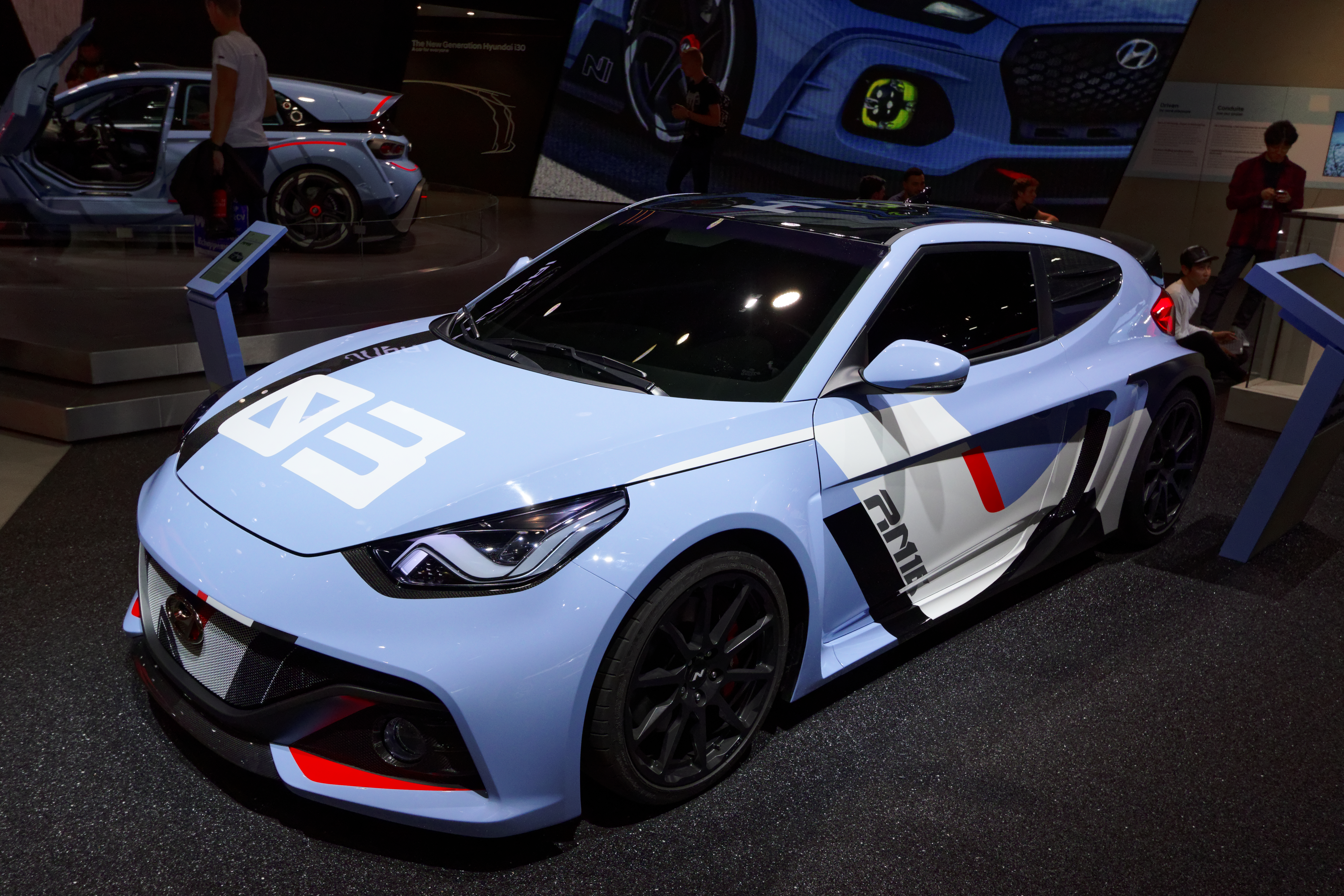
RM16

Nで発表されるコンセプトカーは「ローリング・ラボ（走る実験室）」と呼称されており、その殆どがサーキット走行を含め公道走行を想定しているため実走可能である。また発表したコンセプトカーはそのままNの実験車両として扱われているため、製作されたその時から市販車へのフィードバックのためのテストを行う。
- RM14・RM15・RM16・RM19 - 内燃機関車
- RM20e - EV
  - いずれもヴェロスターベースで作成されたMR車両。ドリフト時の挙動や新型直噴ターボエンジンテスト、アルミニウムボディのテストに使われた。
- RN30
- iMax N
- MR23T
- RN22e
- N 2025 Vision Gran Turismo
  - 2015年にグランツーリスモの企画「Vision Gran Turismo」にて誕生した水素燃料電池車。2025年の耐久レース車両を想定して作成された。この車のみ走行不可であるが、将来的には同じユニットで実走可能な状態で製作することも発表されており、これが当面のNブランドの最終目標であるとしている。
- N Vision 74
  - 1974年に発表されたが、市販化に至らなかった2ドアスポーツクーペ「ポニークーペコンセプト」をオマージュした車両で、「現代的な解釈でポニークーペコンセプトをリデザイン。更にモータースポーツを想定した追加装備を施した」という設定の元制作された。既存の水素燃料電池車と異なり、冷却制御と空気の流れを改善するためフロントアクスル上に水素燃料電池スタック、リヤアクスル上に駆動モーターと2.1 kgの水素タンク2個を搭載し、ボディ中央部にバッテリーをT字型に配置している。後輪の駆動に最高出力500 kW（約680 hp）最大トルク900 Nmの駆動モーターを2基使用しており、4WDの水素燃料電池車ながらドリフト走行を可能にしている。公開と同時に発売が噂されていたが、ヒョンデはこれを否定している。
- IONIQ 5 N Drift Spec
  - 2023年5月13日にイギリス、グッドウッド・フェスティバル・オブ・スピードにてワールドプレミアされたアイオニック5 Nをベースに同時発表したドリフト走行に特化した車両。市販車と異なりロールケージや油圧式サイドブレーキ等、ドリフト走行に必要な装備が追加されているが、その殆どが市販車と共通の部品を使っている。
- IONIQ 5 N "NPX1"
  - 2024年1月12日に、東京オートサロンでワールドプレミアが行われた。N Performanceブランドとして初のコンセプトカー。日本の「改造車」の文化にインスピレーションを受け、既存のアイオニック5Nに追加装備を施す事により、「電気自動車の時代が来ても変わらず"改造車"の文化は廃れることは無い。」というメッセージを込め、ワールドプレミアで紹介された。これらの追加装備は現在、市販予定は無いが将来的には市販予定である。
- RN24
  - 2024年10月25日にヒョンデ公式プレスリリース、及びN公式YouTubeチャンネルにて公開。ベース車は公表されていないが、「ラインナップ最小のモデル」という表現やヘッドライト、テールライトの意匠からキャスパーエレクトリックをベースにしたと思われる。軽量化とボディ剛性、見た目の迫力を追求した結果、むき出しのパイプフレームボディを採用しており、パワーユニットは市販車のアイオニック5Nと同じものを採用している。

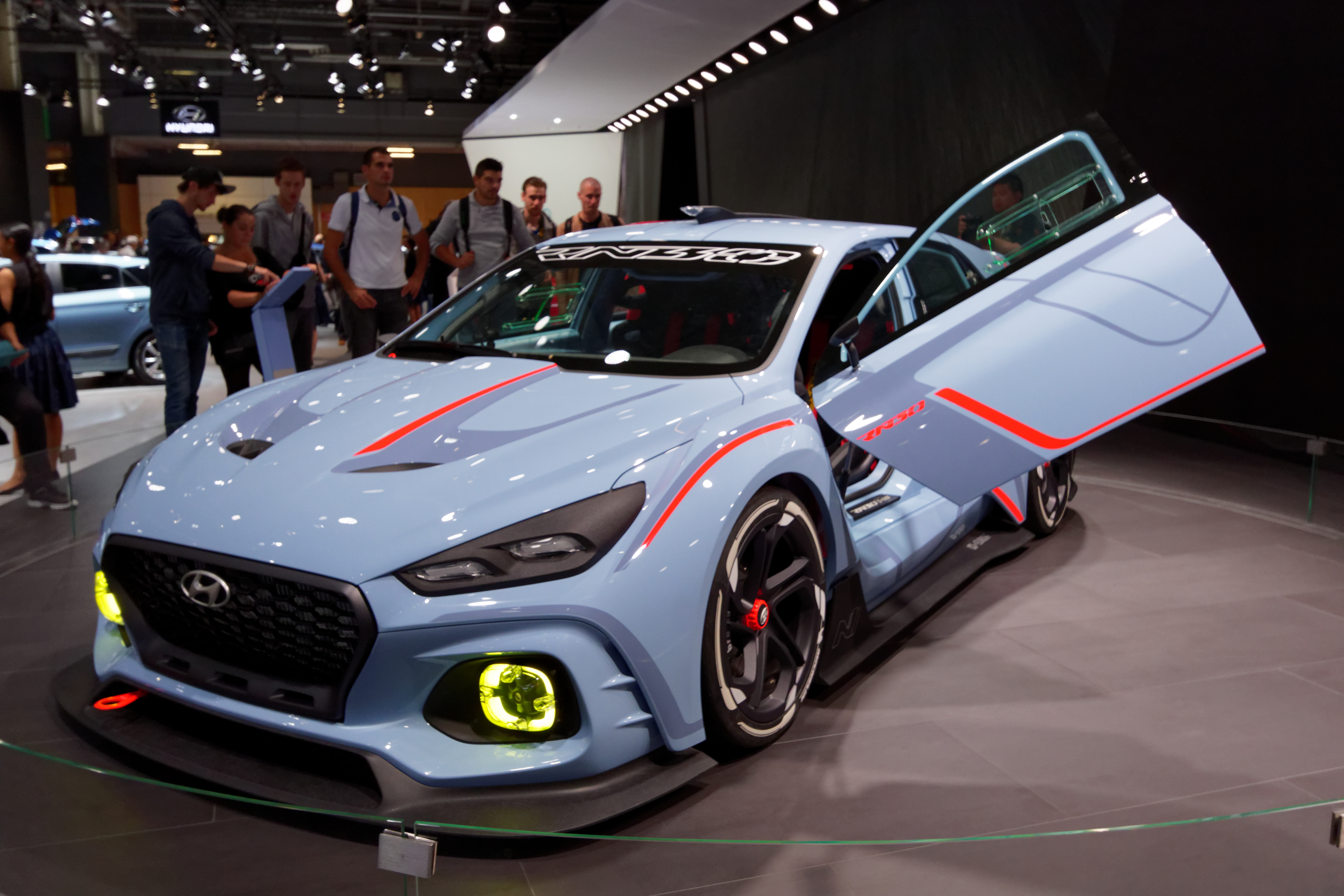
RN30
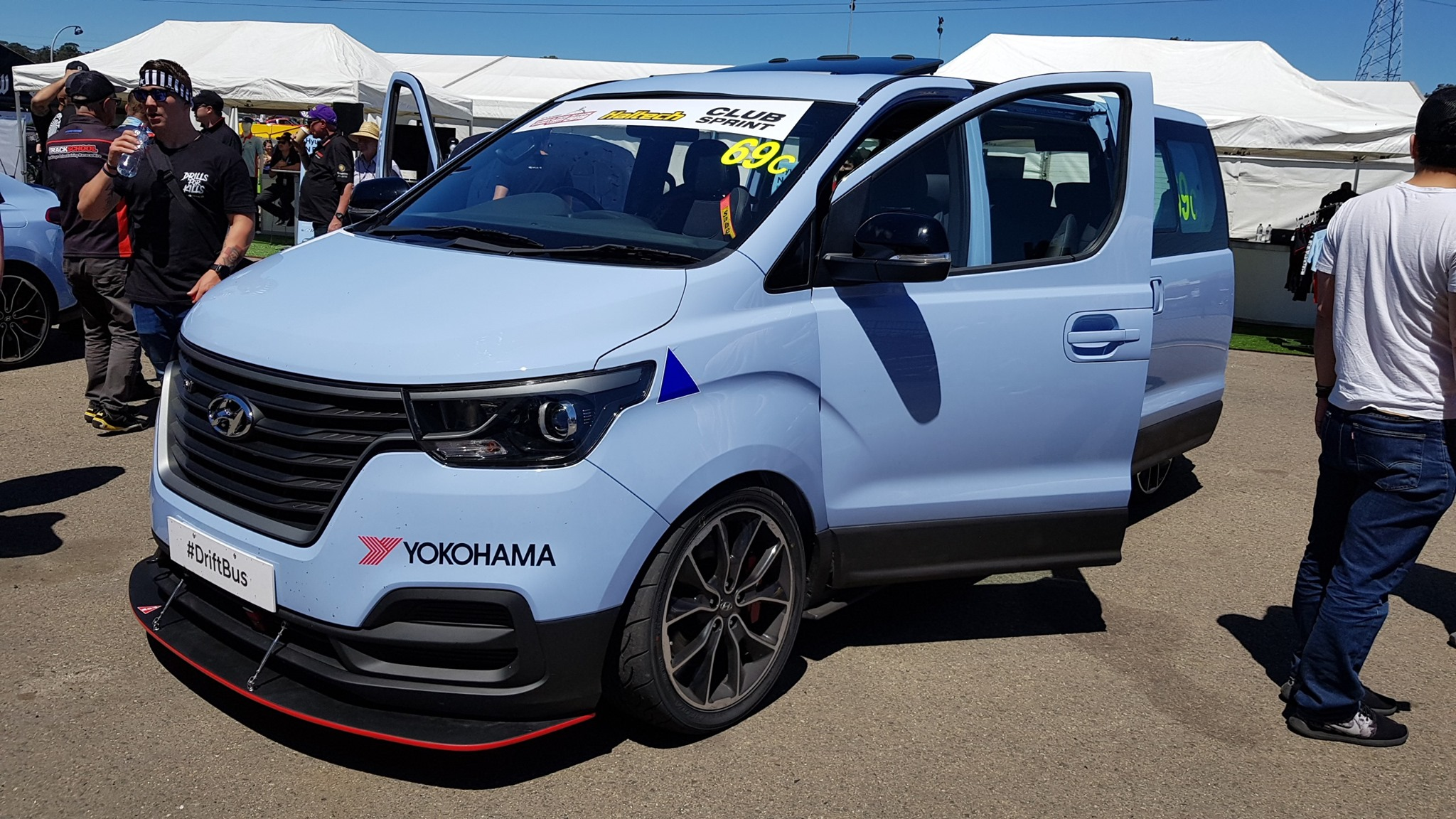
i max N
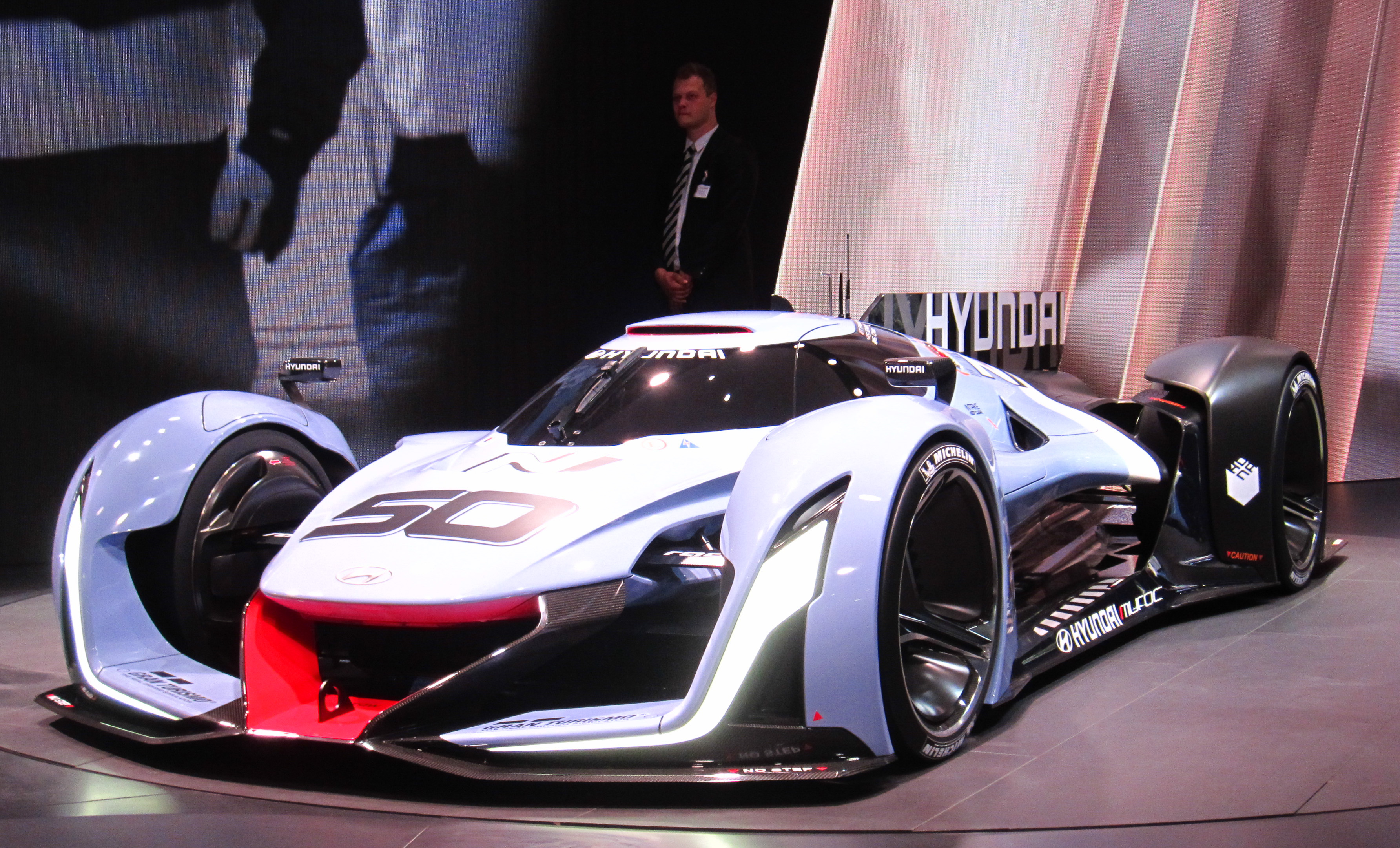
N 2025 Vision Gran Turismo
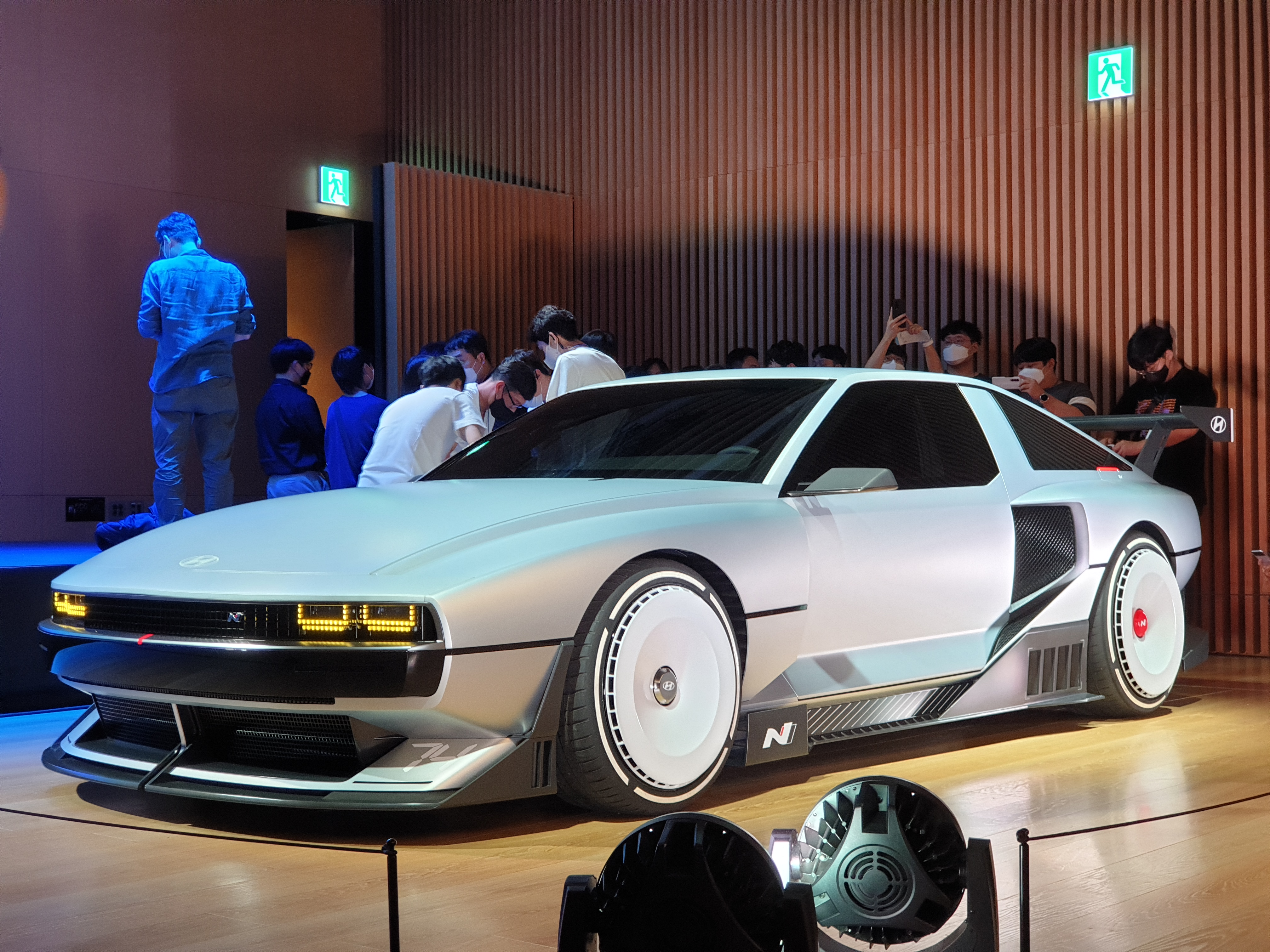
N Vision 74